# Albert Torres Barceló
Albert Torres Barceló (Ciutadella, 26 d'abril de 1990) és un ciclista menorquí que competeix en tant en carretera com en pista.
La seva especialitat és la carrera per punts. Participà en els Jocs Olímpics de Londres 2012. L'any 2013 va aconseguir la medalla d'argent al Campionat del món a Minsk en la prova de Madison juntament amb David Muntaner L'any següent, la mateixa parella, va aconseguir pujar al primer lloc.
El 2015 va guanyar la plata a la prova de scratch al Campionat del Món, disputat a Saint-Quentin-en-Yvelines, i l'or al Campionat d'Europa, celebrat a Grenchen, en la prova de madison, fent parella amb Sebastián Mora.
Als Campionats del món de 2016, aconseguí la medalla de bronze en madison, aquest cop fent parella amb Sebastián Mora. Aquest mateix any es proclama campió d'Europa en Òmnium, i repetí l'or en Madison.
Al 2017 va obtenir una nova medalla als Campionats del món. Aquest cop un bronze en la prova d'Òmnium. A final de temporada va repetir victòria en Òmnium als Campionats d'Europa.
És parella de la també ciclista Mar Bonnín.

## Palmarès en pista
- 2007
  - 3r al Campionat d'Europa júnior en Persecució
- 2008
  -  Campió d'Europa júnior en Persecució
  -  Campió d'Espanya de persecució per equips (amb Miquel Alzamora, David Muntaner i Toni Tauler)
  - 2n al Campionat d'Europa júnior en Puntuació
- 2009
  - 3r al Campionat d'Europa sub-23 en Scratch
- 2010
  -  Campió d'Espanya de Madison (amb David Muntaner)
- 2011
  - 3r al Campionat d'Europa sub-23 en Persecució
  -  Campió d'Espanya de Madison (amb David Muntaner)
  -  Campió d'Espanya de persecució per equips (amb Jaume Albert Muntaner, David Muntaner i Vicente Pastor)
- 2012
  - 2n al Campionat d'Europa sub-23 en Persecució
  - 3r al Campionat d'Europa sub-23 en Madison (amb Julio Alberto Amores)
  -  Campió d'Espanya de Madison (amb David Muntaner)
  -  Campió d'Espanya de puntuació
  -  Campió d'Espanya de persecució per equips (amb Jaume Albert Muntaner, David Muntaner i Francisco Martí)
- 2013
  -  Medalla de plata al Campionat del Món en Madison (amb David Muntaner)
  -  Campió d'Espanya de Madison (amb David Muntaner)
  -  Campió d'Espanya de Scratch
  -  Campió d'Espanya de persecució per equips (amb Jaume Albert Muntaner, David Muntaner i Vicente Pastor)
- 2014
  -  Campió del món de Madison (amb David Muntaner)
  -  Campió d'Espanya de puntuació
  -  Campió d'Espanya de persecució per equips (amb Marc Buades, Jaume Albert Muntaner i Vicente Pastor)
- 2015
  -  Medalla de plata al Campionat del Món en Scratch
  -  Campió d'Europa de Madison (amb Sebastián Mora)
  -  Campió d'Espanya de puntuació
  -  Campió d'Espanya de persecució per equips (amb Xavier Cañellas, Jaume Albert Muntaner i David Muntaner)
- 2016
  -  Medalla de bronze al Campionat del Món en Madison (amb Sebastián Mora)
  -  Campió d'Europa en Òmnium
  -  Campió d'Europa de Madison (amb Sebastián Mora)
  -  Campió d'Espanya de persecució
  -  Campió d'Espanya de Scratch
  -  Campió d'Espanya de Madison (amb Xavier Cañellas)
  -  Campió d'Espanya de persecució per equips (amb Xavier Cañellas, Marc Buades i Toni Ballester)
  - 1r als Sis dies de Rotterdam (amb Sebastián Mora)
- 2017
  -  Medalla de bronze al Campionat del Món en Òmnium
  -  Campió d'Europa en Òmnium
  -  Campió d'Espanya de persecució
  -  Campió d'Espanya de puntuació
  -  Campió d'Espanya de Scratch
  -  Campió d'Espanya de Madison (amb Xavier Cañellas)
  -  Campió d'Espanya de persecució per equips (amb Xavier Cañellas, Marc Buades i Joan Martí Bennassar)

### Resultats a laCopa del Món
- 2010-2011
  - 2n a Pequín, en Persecució per equips (amb Sergi Escobar, Asier Maeztu i Antoni Miguel Parra)
- 2011-2012
  - 1r a Londres, en Puntuació
  - 2n a Pequín, en Scratch
  - 3r a Pequín, en Madison (amb David Muntaner)
- 2013-2014
  - 1r a Aguascalientes, en Madison (amb David Muntaner)
- 2016-2017
  - 1r a Glasgow, en Madison (amb Sebastián Mora)
  - 2n a Apeldoorn, en Òmnium
- 2017-2018
  - 3r a Manchester, en Òmnium

## Palmarès en ruta
- 2010
  -  Campió d'Espanya sub-23 en ruta
- 2017
  - Vencedor d'una etapa a la Volta a la Independència Nacional

### Resultats al Giro d'Itàlia
- 2020. 106è de la classificació general
- 2021. 138è de la classificació general
- 2023. 122è de la classificació general

### Resultats al Tour de França
- 2022. 134è de la classificació general